# Simon Kaijser
Simon Olof Kaijser, född 18 november 1969 i Danderyd, är en svensk regissör.
Skeppsholmen, Coachen, En riktig jul och Höök är några av hans tidiga verk. År 2009 regisserade han den kristallenbelönade miniserien De halvt dolda (2009) med manus skrivet av Jonas Gardell. Kaijser har sedan arbetat med Gardell ytterligare två gånger: 2012 kom miniserien Torka aldrig tårar utan handskar och 2019 hade miniserien De dagar som blommorna blommar premiär.
2011 hade Kaijsers långfilmsdebut Stockholm Östra premiär. Filmen var även öppningsfilm under Kritikerveckan i Venedig. Han har även arbetat internationellt, 2015 regisserade han BBC-serien Life in Squares om Bloomsburygruppens medlemmar och 2018 hade långfilmen Spinning Man premiär med bland annat Guy Pearce, Pierce Brosnan och Minnie Driver i rollerna.
År 2021 regisserade Kaijser, tillsammans med Charlotte Brändström, den svenska TV-serien Den osannolika mördaren för Netflix.

## Filmografi (i urval)
- 1997 – Rummel och Rabalder (TV-serie)
- 1999 – Ett litet rött paket (TV-serie)
- 2001 – Pusselbitar (TV-serie)
- 2002 – Skeppsholmen (TV-serie)
- 2002 – Hjälp! Rånare! (TV-serie)
- 2004 – Allrams höjdarpaket (TV-serie)
- 2005 – Coachen (TV-serie)
- 2007 – Höök (TV-serie)
- 2007 – En riktig jul (TV-serie)
- 2009 – De halvt dolda (TV-serie)
- 2011 – Gynekologen i Askim (TV-serie)
- 2011 – Stockholm Östra
- 2012 – Torka aldrig tårar utan handskar (TV-serie)
- 2015 – Life in Squares (TV-serie)[8]
- 2017 – Innan vi dör (TV-serie)
- 2018 – Spinning Man
- 2019 – De dagar som blommorna blommar (TV-serie)
- 2021 – Den osannolika mördaren (TV-serie)